# Șîșakî, Horol
Șîșakî (în ucraineană Шишаки) este localitatea de reședință a comunei Șîșakî din raionul Horol, regiunea Poltava, Ucraina.

## Demografie
Componența lingvistică a localității Șîșakî
     Ucraineană (96,83%)
     Rusă (2,96%)
Conform recensământului din 2001, majoritatea populației localității Șîșakî era vorbitoare de ucraineană (96,83%), existând în minoritate și vorbitori de rusă (2,96%).